# Amor e Psiquê

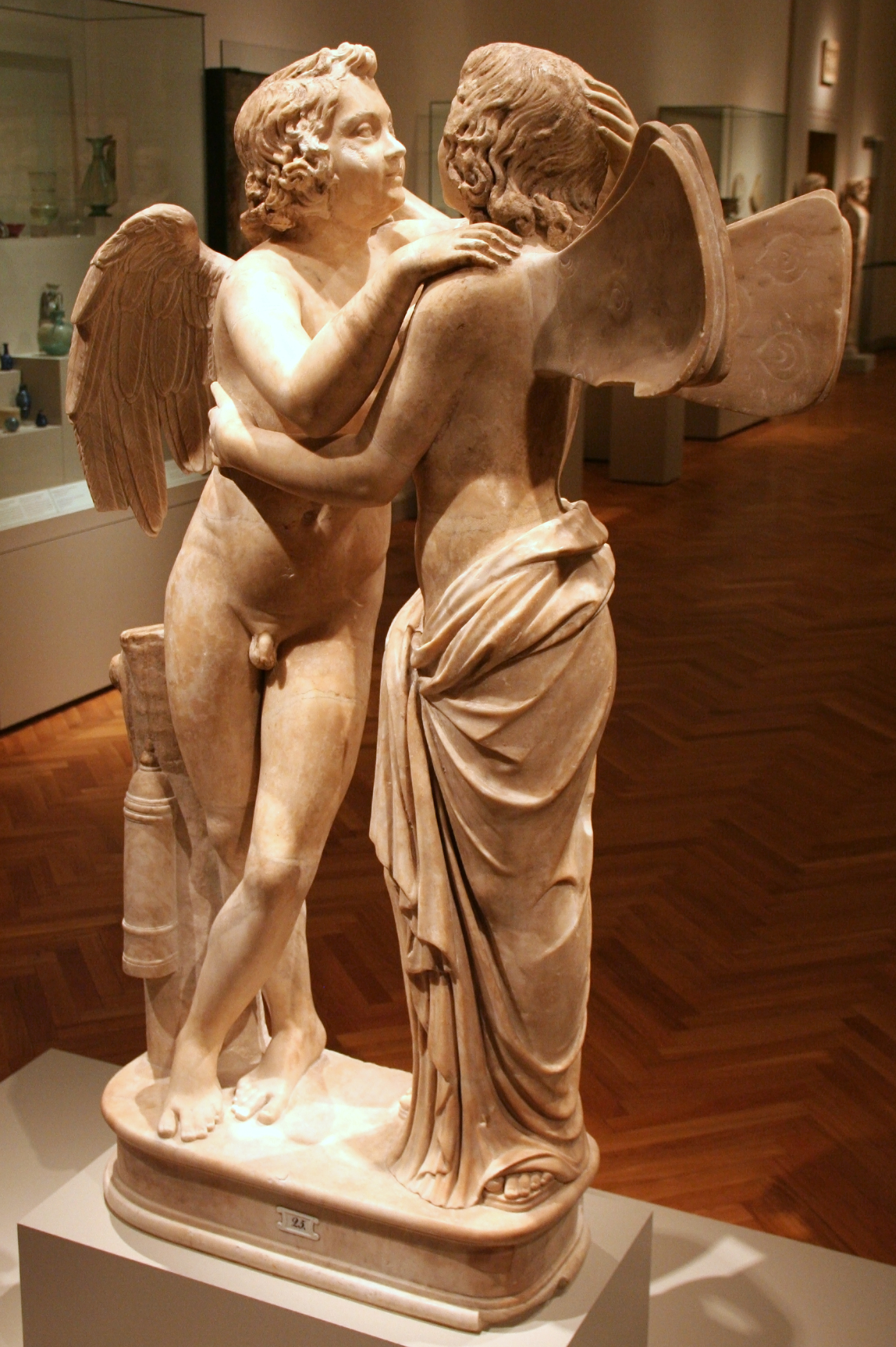
Amor e Psiquê (c. ano 150), estátua helenística de um modelo original do século I a.C. ou d.C. Psiquê possui asas de borboleta.

Amor e Psiquê (do latim Amor et Psyche), também referidos como Cupido e Psiquê (do latim Cupido et Psyche) ou Eros e Psique, é um par que aparece como antigo motivo iconográfico e literário. Tornou-se um título comum para se referir ao conto presente em Metamorfoses (ou O Asno de Ouro) de Apuleio, a mais antiga versão literária sobrevivente sobre a história do casal, escrita no século II d.C. O conto trata da superação de obstáculos ao amor entre Psiquê (em grego clássico: Ψυχή, literalmente "Alma" ou "Sopro da Vida") e Cupido (em latim: Cupido, literalmente "Desejo") ou Amor (romanização do deus grego Eros, Ἔρως), e sua união final em um casamento sagrado. 
Embora a única narrativa extensa da antiguidade seja a de Apuleio, Eros e Psiquê aparecem na arte grega já no século IV a.C. Os elementos neoplatônicos da história e as alusões às religiões de mistério acomodam múltiplas interpretações, e foram analisadas como uma alegoria e à luz do folclore, conto de fadas e mito. Além de influências greco-romanas, também são apontadas semelhanças com contos nativos berberes do Norte da África, onde Apuleio residia, e existem diversas hipóteses sobre as possíveis origens folclóricas da narrativa.
É uma das histórias de amor do mundo greco-romano mais populares na cultura ocidental, tendo sido grandemente influente nos dois milênios, interpretada e reelaborada em diversos meios, como a literatura, artes plásticas, música, cinema e psicologia. Foi principalmente a partir da Renascença que se difundiu por toda Europa, mas desde a Antiguidade já era um motivo comum em algumas localidades mediterrâneas, em pinturas, joalheria e relevos funerários.

## Panorama geral

### Antiguidade

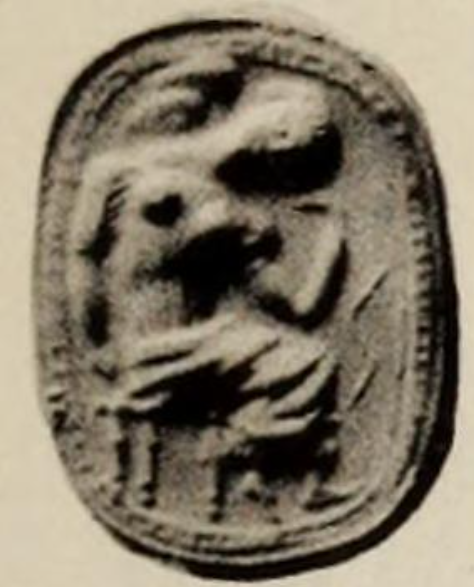
Psiquê sentada com um arco à sua frente, aludindo a Eros. Escaravelho etrusco (século V a.C.)

Apesar de a história contada por Apuleio não ser sobrevivente em nenhuma fonte literária anterior, há a presença de cenas figurativas de Eros e Psiquê anteriores ao escritor, com algumas semelhanças e variações em relação ao conto. Por exemplo, há um papiro de Oxirrinco contemporâneo ou anterior a Apuleio que retrata Psiquê segurando uma tocha e reconhecendo Cupido por sua luz: isso difere do conto de Metamorfoses, em que Cupido é despertado pelo óleo de uma lamparina, e não pela chama de uma tocha. A iconografia de Psiquê segurando uma tocha aparece em uma terracota do Egito helenizado e em outras do Líbano, de c. do século III a.C.

Há extensa produção figurativa unindo Eros e Psiquê no mundo grego, romano e etrusco desde pelo menos o século IV a.C.; em algumas delas, Psiquê (que, além de "alma", também pode significar em grego "borboleta") é retratada com asas de borboleta. O exemplo mais antigo de Psiquê com asas de borboleta aparece em um escaravelho etrusco do século V a.C., de influência grega, em que ao chão se encontra também um arco, em referência a Eros. O mais antigo exemplo em que aparece o casal é um escaravelho grego do século IV ou III a.C. Esses intaglios podiam ser utilizados também para a magia de amor no mundo greco-romano. Por exemplo, no papiro "Espada de Dardano", entre os Papiros Gregos Mágicos, são dadas as instruções para se gravar sobre uma pedra magnética o seguinte desenho:
"Afrodite sentada sobre Psiquê / e com a mão esquerda segurando seus cabelos presos em cachos (...) e abaixo / Afrodite e Psiquê, grave Eros em pé na abóbada do céu, segurando uma tocha ardente e queimando Psiquê"
Também há associação entre psique e eros em um encantamento de outro papiro mágico. Há evidência de que o próprio Apuleio incorporou em sua narrativa esses elementos mágicos eróticos já difundidos em gemas e papiros.
Porém, a maioria dessas representações anteriores não possui nenhuma ligação com a história apuleiana. Nem há relação entre esta e os epigramas helenísticos que indicam a alma atormentada por Cupido, ou o Cupido acorrentado. Há, no entanto, um grupo de gemas itálicas, datando do final da República Romana ao Primério Império, que os historiadores da arte frequentemente associaram ao conto de Apuleio. Apesar da posição contrária, adotada por exemplo por Carl Schlam, de que as representações monumentais e outras de Eros e Psiquê seriam independentes, há novos debates sobre a possibilidade de que o conto já fora retratado anteriormente à versão de Apuleio.

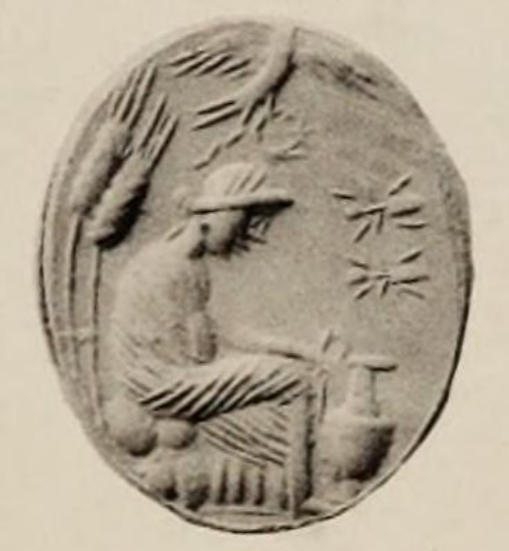
Conjunto que representa as tarefas realizadas por Psiquê. Gravura em gema romana (século III-II a.C.)

Em uma sardônica do século I a.C., há um conjunto em que figura uma menina em uma paisagem rochosa; uma formiga; um vaso para recolher água; uma águia; um bastão e cereais. Essa cena pode ser identificada com as provas e castigos a que Vênus submete Psiquê no conto de Apuleio, no qual todos esses elementos estão presentes, associados a testes distintos. Em outras representações do século I a.C. ao primeiro século, também se repetem detalhes de testes que Psiquê realizou. Nem sempre ela aparece com asas de borboleta, o que pode dificultar sua identificação. Há figuras em que ela aparece em sua representação helenística com asas de pássaro, por exemplo em um mosaico de Antioquia, ou então uma borboleta se encontra à frente de sua cabeça.

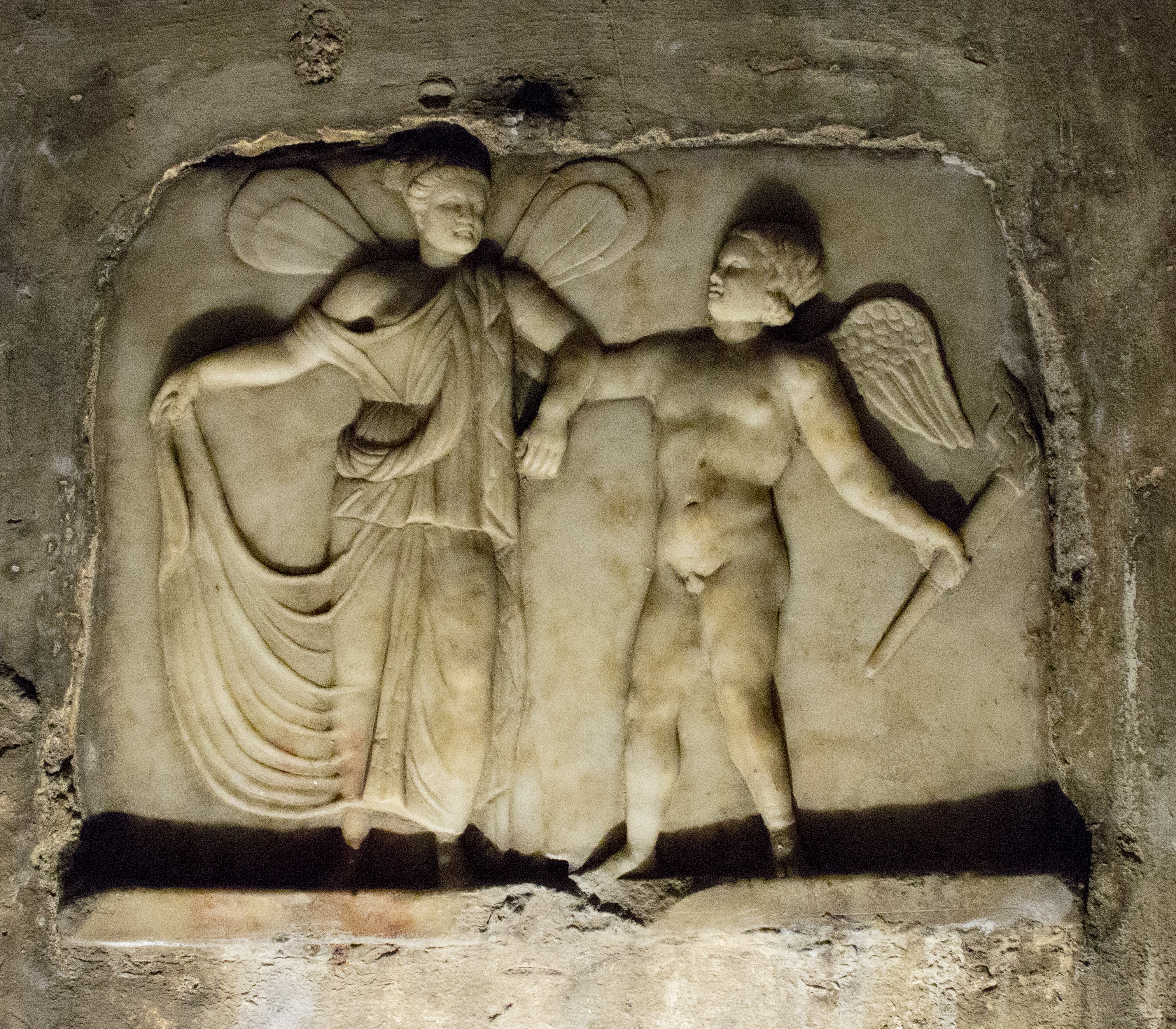
Baixo-relevo de Amor puxando Psiquê, no Mitreu de Cápua (século II)

Em algumas gemas helenísticas do ciclo de Eros-Psiquê, ambas figuras também aparecem empunhando uma enxada de duas pontas, em um motivo frequentemente combinado com grilhões, indicando alguma versão do mito que não aparece na narrativa de Apuleio. Isso pode ser uma das evidências que atrela o mito ao simbolismo dos mistérios; há frequentes alusões dionisíacas na iconografia, por exemplo em uma gema em que o casal aparece junto com uma figura que segura um liknon de iniciação a Dioniso. Também ocorre no Mitreu de Capua Vetere (século II) um relevo em mármore no qual Eros conduz Psiquê, segurando o braço dela e uma tocha. Há possíveis interpretações de sincretismo em que o deus do Amor está no lugar do deus Mitra ou atua como um guia que serve à ascensão da alma, conforme a tradição grega. Não está claro se ele expressa uma busca mitraica pela salvação ou se era simplesmente um assunto que atraía um indivíduo por outros motivos. Psiquê é invocada com a "Providência" (Pronoia) no início da chamada Liturgia de Mitra.

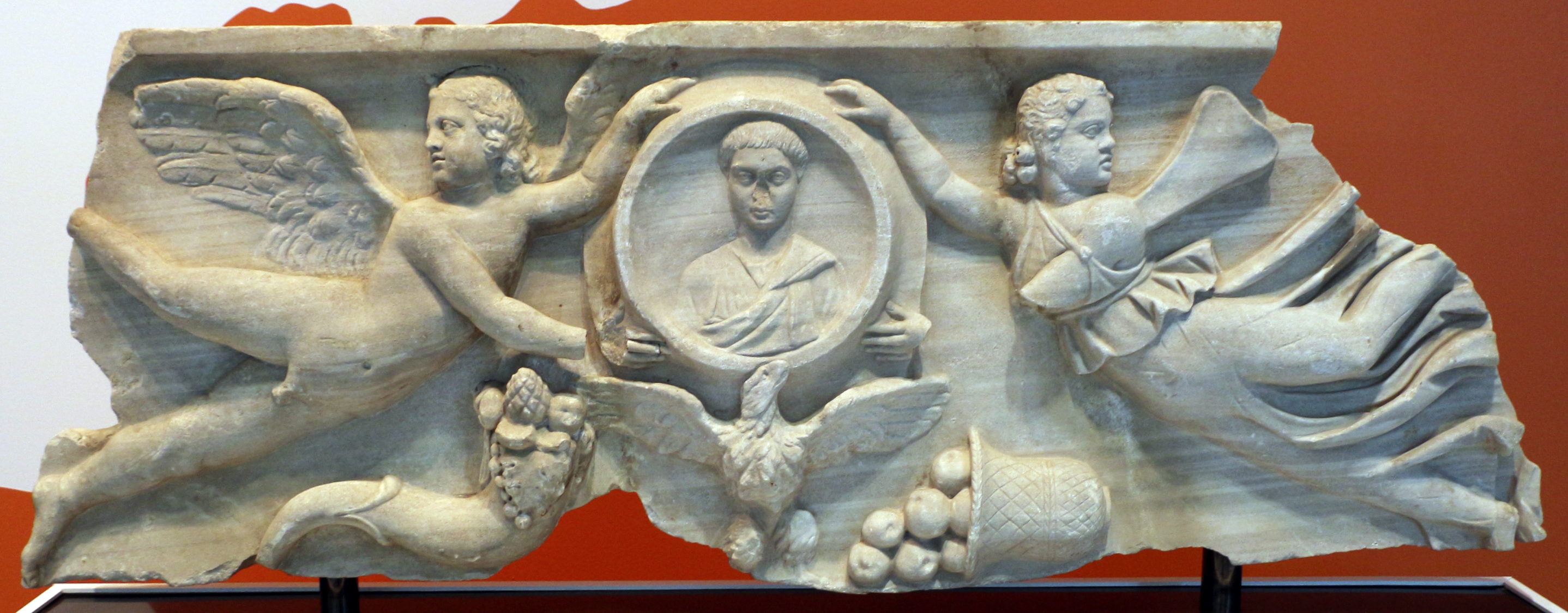
Sarcófago romano antigo com Amor e Psiquê segurando o retrato da falecida

É plausível também que um conjunto de gemas retrate o casamento místico de Cupido e Psiquê, imortalizado no final feliz do conto em Metamorfoses. Esse conjunto de evidência iconográfica sobre trechos da história de Cupido e Psiquê que apareceram posteriormente na versão de Apuleio permite concluir que as narrativas em torno do casal já circulavam por todo o mundo greco-romano desde pelo menos o período helenístico, e que Apuleio teria retomado e elaborado partes dessas tradições em sua fábula, enquanto há iconografia que retrate Cupido e Psiquê em narrativas que não se encontram na versão apuleiana.
Na antiguidade tardia, a figura do casal Cupido e Psiquê era recorrente como motivo decorativo, em estatuaria e também em contextos funerários, com o significado alegórico de reunião da alma com o deus do Amor. Por exemplo em Roma e Óstia, é muito comum encontrar a imagem de Cupido e Psiquê em sarcófagos de crianças. Tumbas de adultos também eram decoradas com cenas da história.

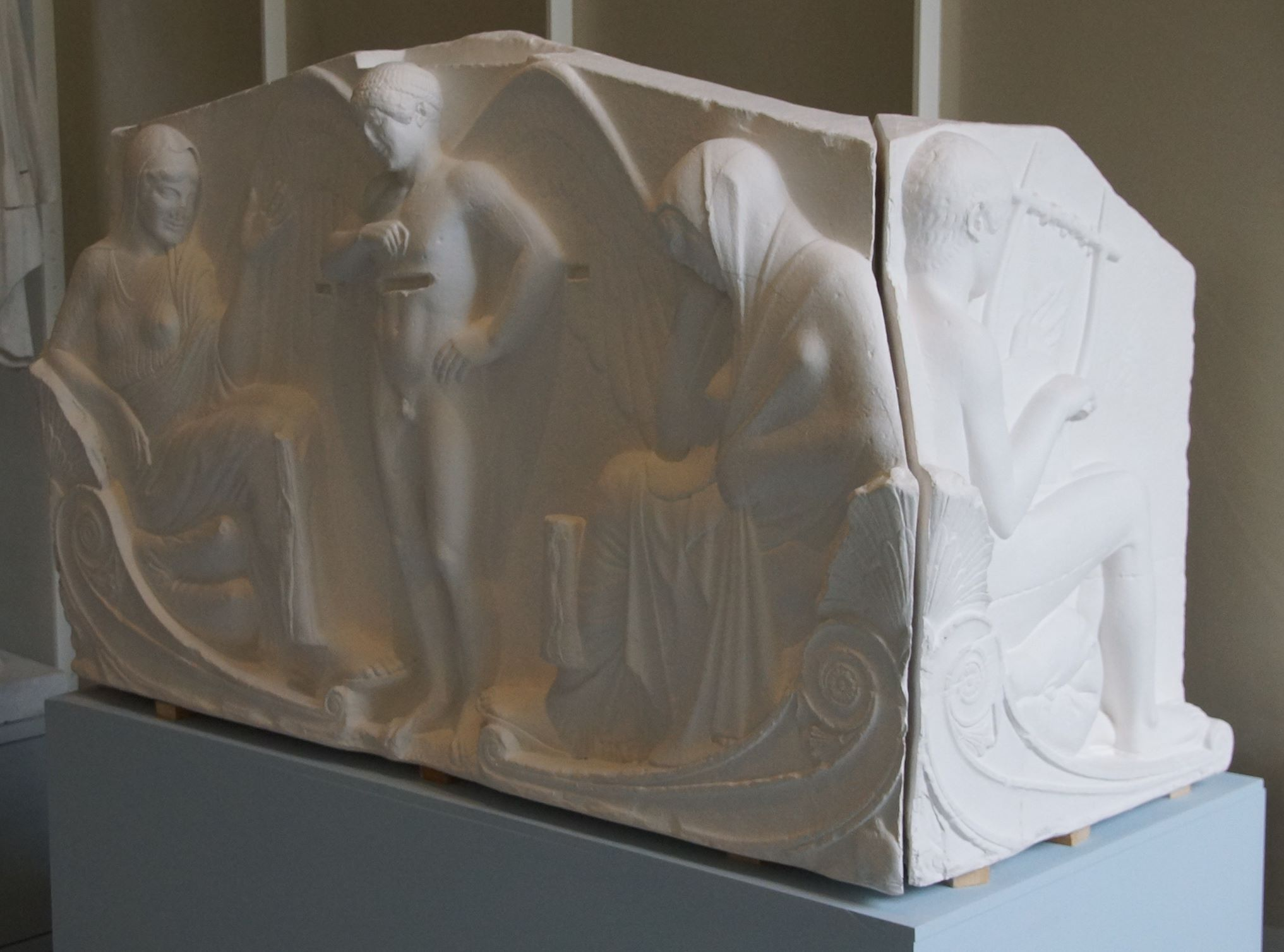
Trono de Boston, provavelmente uma cópia romana de uma escultura grega antiga, associado ao Trono Ludovisi. Nela ao centro, verifica-se uma figura alada de Eros, que segurava uma balança encaixada à parte no conjunto. Acima de cada um dos pratos da balança, encontram-se duas figurinhas humanas, que são pesadas quanto à vida e morte.

Uma outra associação entre Eros e psique, como conceito para alma, poderia ser encontrado na psicostasia grego: segundo Karl Kérenyi, em alguns relatos sobre a "balança das almas", a pesagem poderia determinar tanto o momento da morte, quanto o do nascimento e vida, envolvendo a disputa entre Queres. Em sua interpretação, "Quer" também significava originalmente alma e Eros poderia atuar como um Quer da vida, que determina o destino da alma antes do nascimento e rodeia o momento da concepção.

### Folclorística
Há quem afirme que a narrativa de Apuleio dependa inteiramente de fontes literárias, ao invés de contos do folclore; ela sem dúvida teria inspirado o surgimento de contos folclóricos posteriores, por exemplo até mesmo contos de fada modernos. Apuleio é devedor do gênero da fábula milésia e as referências literárias de suas obras estão principalmente relacionadas à cultura greco-latina. Mas é igualmente certo que alguns elementos norte-africanos também podem ser encontrados, principalmente de histórias de Cabília e Líbia. Assim, diversos estudiosos acadêmicos levantam a hipótese da utilização de antigos motivos folclóricos por Apuleio a partir de tradições orais, com possíveis origens berberes.
Os folcloristas perceberam a existência de centenas de variantes orais do conto na Europa, Oriente Próximo, Índia, América do Norte e Caribe, e alguns deles levantaram a hipótese da existência de um protótipo antigo comum, no qual Apuleio teria se inspirado. O folclorista sueco Jan-Öjvind Swahn, que escreveu um longo estudo sobre a história, o filólogo alemão Ludwig Friedländer e o folclorista russo Vladimir Propp defenderam a ideia de que ela se originou de uma fonte folclórica legítima.

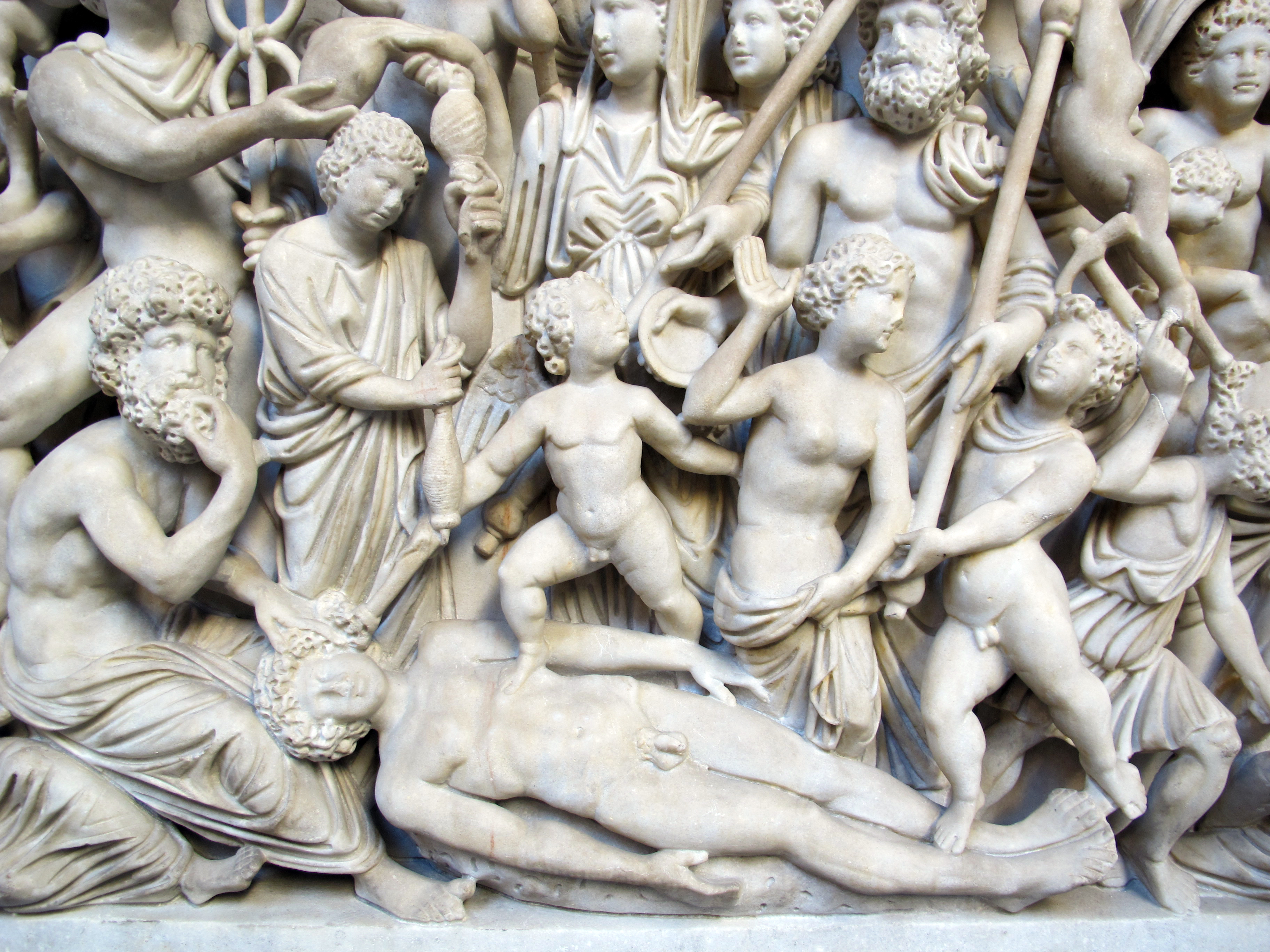
Sarcófago da criação do homem por Prometeu (século IV), em Nápoles. Nessa cena central, o corpo do primeiro homem, criado por Prometeu, está estendido e inanimado. Psiquê, solicitada por dois Eros acima dele, lhe dará a vida.

Stith Thompson afirmou que ninguém sabe onde e quando o conto teria surgido, mas sugeriu uma origem italiana. Lesky, Gédeon Huet e Georgios A. Megas indicaram uma origem grega. Reitzenstein propôs uma origem oriental-helênica, em que Psiquê poderia ter sido originalmente uma deusa iraniana, levada à Grécia através do Egito. Kérenyi afirma não haver evidência disso em textos religiosos iranianos, mas não nega a proposta, embora considere mais possível a presença de elementos egípcios, como do mito de Ísis. Para Merkelbach, a raiz central da história seriam os mistérios de Ísis. Graham Anderson defende uma reformulação do material mítico da Ásia Menor (nomeadamente, Hitita: o Mito de Telipinu). Num estudo publicado postumamente, o folclorista romeno Petru Caraman também defendeu uma origem folclórica, mas tinha a noção de que Apuleio sobrepôs a mitologia greco-romana a um mito pré-cristão sobre um marido serpentino ou dracônico, ou um "Rei das Cobras" que se torna humano à noite. Em particular, isso poderia ser reconhecido pela audiência de Apuleio na cena em que as irmãs de Psiquê afirmam que Cupido a estaria enganando com riquezas em sua mansão e seria um monstro devorador: isso evocava a lenda grega da Lâmia, que no período romano adquiriu conotações serpentinas.
É possível identificar uma narrativa similar de Amor e Psiquê em alguns contos folclóricos do Norte da África. Há a proposta de que existia uma antiga fonte oral berbere para o conto, possivelmente escutada por Apuleio em sua infância em Madauros, onde teria tido contato com a cultura líbia. A primeira sugestão de uma origem oral berbere foi feita por Henri Basset em 1920. Essa se tornou uma hipótese séria com os estudos de Otto Weinreich e Émile Dermenghem, seguida atualmente pelos pesquisadores Nedjima e Emmanuel Plantade. Por outro lado, nas pesquisas, ainda predomina muito a visão dura e cética de Detlev Fehling (1977), que endossa a exclusividade da invenção por Apuleio e diz que, pelo contrário, a história de Apuleio que teria influenciado o folclore oral. É legítimo afirmar que Apuleio possa ter sido influenciado tanto por fontes literárias helenísticas, quanto por fontes orais populares.
Jan-Öjvind Swahn considera que na classificação de motivos folclóricos o tipo que melhor corresponde à narrativa de Cupido e Psiquê é ATU 425 ("Animal como Noivo"). Contos bérberes que correspondem a esse tipo é "O Filho da Ogra", "Broto Dourado" e "O Pássaro do Ar", que se estendem até o Marrocos e tornam improvável uma influência a partir de Apuleio. Há mais evidência para afirmar que as versões bérberes são autônomas, trazendo motivos etnográficos característicos do Norte da África, não tendo incorporado motivos gregos importantes à narrativa de Apuleio, como a tentativa feita por Psiquê de assassinar seu marido. Os três contos seguem a seguinte estrutura:
- Inicia-se com um pai de uma jovem mulher, que busca dar-lhe um presente, ou recebe presentes mágicos de um ser sobrenatural.
- O ser sobrenatural faz um pedido ao pai de que quer se casar com sua filha mais nova.
- Esse marido visita a esposa de noite, no escuro ou sem se revelar.
- A jovem mulher quebra o tabu e olha para o esposo com a luz de uma lanterna ou vela. Ele a repudia e vai embora, em algumas versões se transformando em um pássaro. A mulher passa a buscar o marido perdido, para trazê-lo de volta.
- Ela o encontra na casa da mãe dele, uma ogra, que lhe dá tarefas para cumprir.
- Ao final, a esposa é salva da casa da ogra, e o casal vive junto em um final feliz.

A semelhança entre as três, abarcando extensa área territorial, indica que são variantes de uma antiga tradição oral de um mesmo conto, que possui grande quantidade de motivos correspondentes à narrativa de Apuleio, porém dificilmente encontrados em contos gregos. Há semelhanças com o conto de Apuleio em diversos detalhes específicos, por exemplo na lista de cereais separados e no papel das formigas como auxiliares, o que é tipicamente um elemento do folclore líbio. Principalmente o conto "Broto Dourado" traz mais elementos correspondentes e arcaicos.
Já a história de amor de Sfar-Lahoua-Loundja ou Seffar lhwa, do Marrocos, é estruturalmente distinta, porém relacionada a esses três contos, apresentando motivos semelhantes ao conto de Apuleio. Há, com isso, a hipótese de que ela é também uma possível raiz.
Houve possível incorporação da história de Cupido e Psiquê também em duas fábulas náuatles, registradas no início do século XX pelo folclorista Pablo González Casanova. Isso pode ter ocorrido desde as primeiras interações entre missionários espanhóis e estudantes nativos no século XVI.

### Versão apuleiana

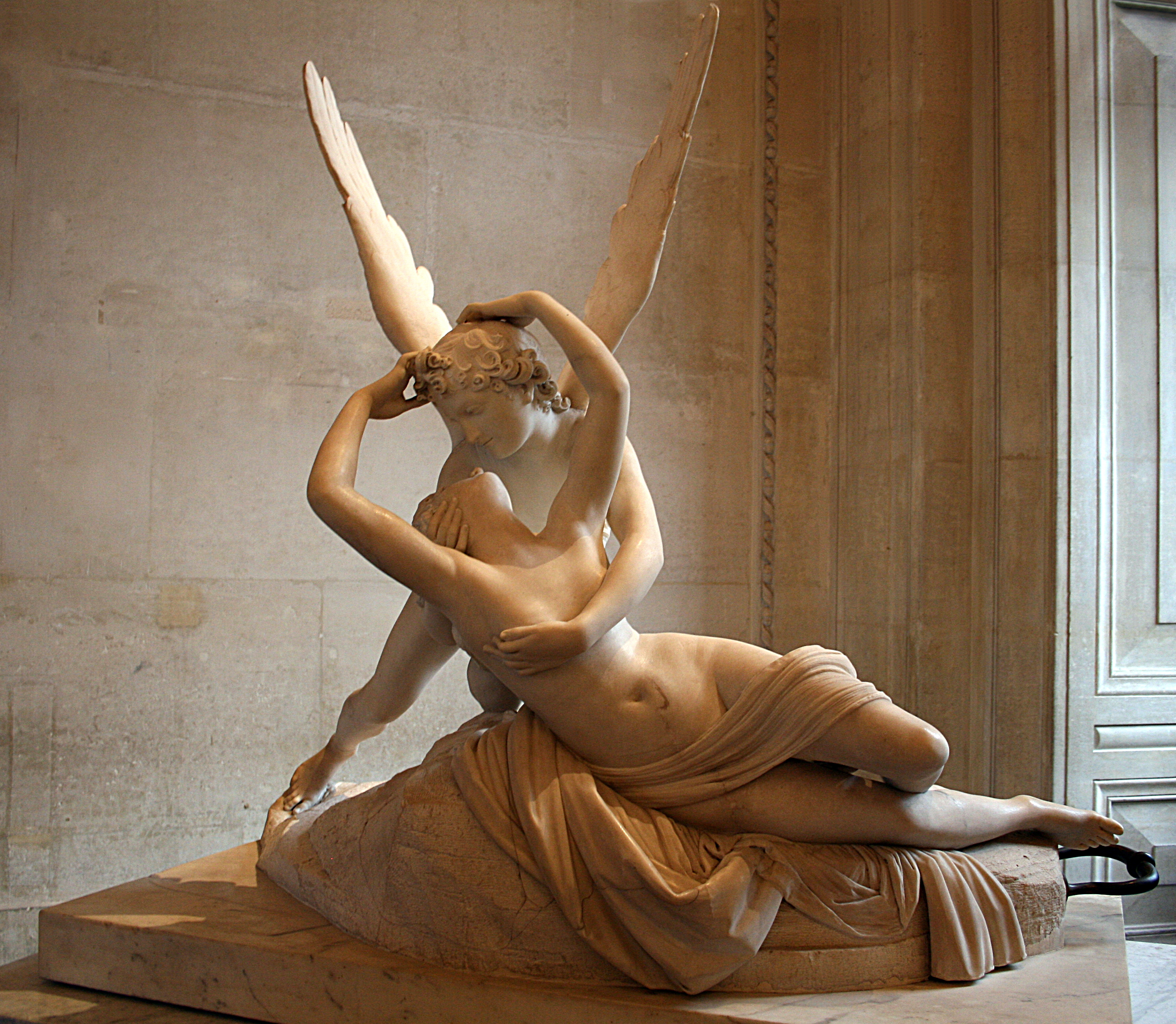
Psiquê Revivida pelo Beijo do Amor (1788-1793), por Antonio Canova

O conto de Cupido e Psiquê (ou "Eros e Psique") está situado no ponto médio do romance de Apuleio e corresponde a cerca de um quinto de sua extensão total, ocupando o final do livro IV, o livro V inteiro e a maior parte do livro VI. Ele é o maior e mais famoso entre aqueles inseridos na narrativa de Metamorfoses, trazendo paralelos com a história do personagem principal da obra, Lúcio. Na trama, ele é narrado por uma velha mulher sem nome como uma ficção, com intuito de distrair o herói e uma jovem chamada Cárite, que se encontram prisioneiros.
Como um espelho estrutural do enredo geral, o conto é um exemplo de mise en abyme. Ela ocorre dentro de um quadro narrativo complexo, com Lúcio contando a história como ela foi contada por uma velha para Cárite, uma noiva sequestrada por piratas no dia de seu casamento e mantida em cativeiro em uma caverna. O final feliz para Psiquê supostamente ameniza o medo de estupro de Cárite, em um dos vários exemplos da ironia de Apuleio. A história de Psiquê tem algumas semelhanças com as peripécias sofridas por Lúcio, incluindo o tema da curiosidade perigosa, punições e testes, e redenção através do favor divino.
Há discordância entre os estudiosos sobre qual seria o gênero literário da história: se um conto de fadas, um mito, uma lenda, alegoria ou uma combinação dessas formas.

#### Fontes literárias

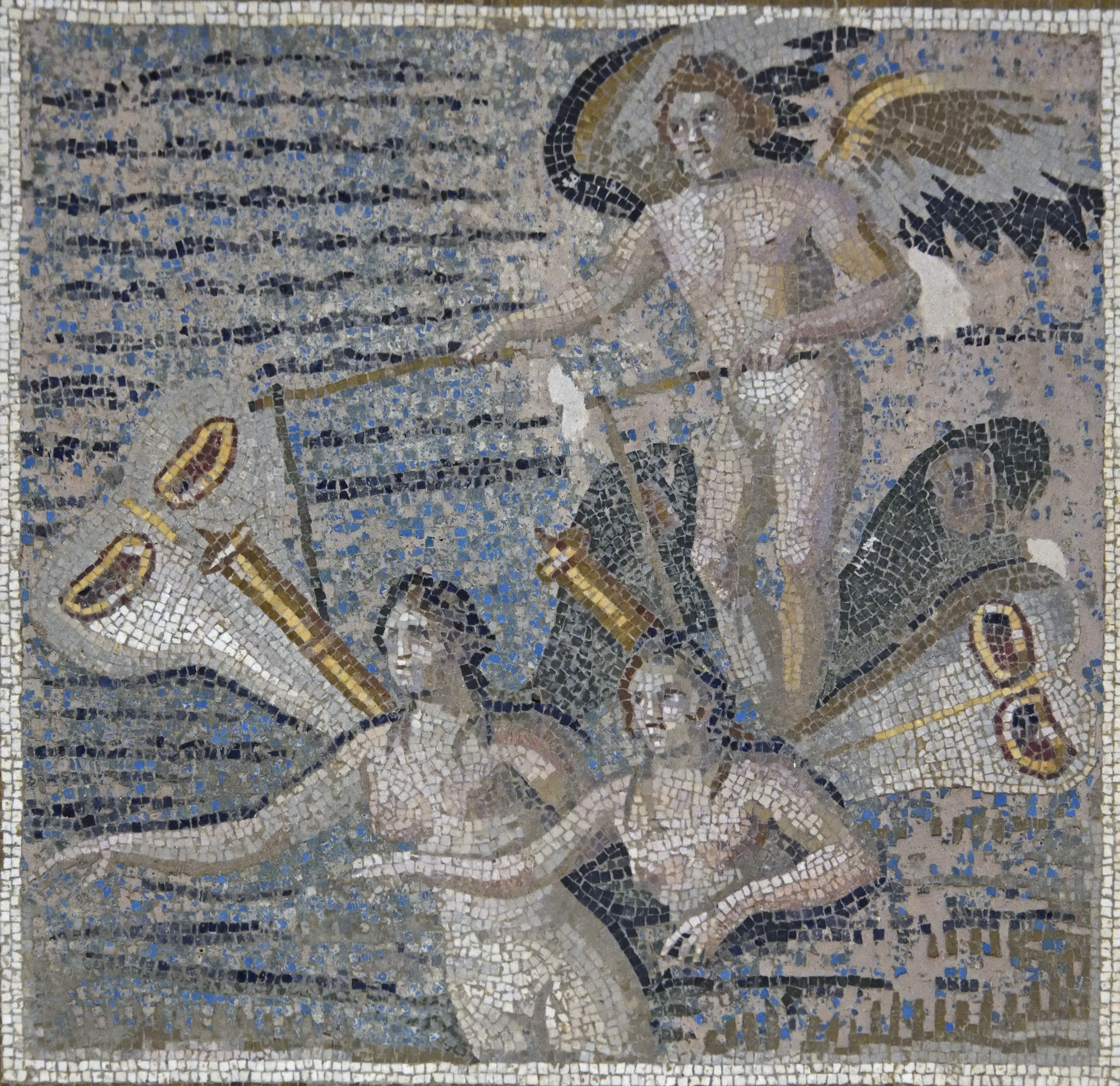
O "Barco de Psiquês", em que Eros veleja sobre as asas de duas Psiquês. Mural do século III de Antioquia.

### Recepção após Apuleio

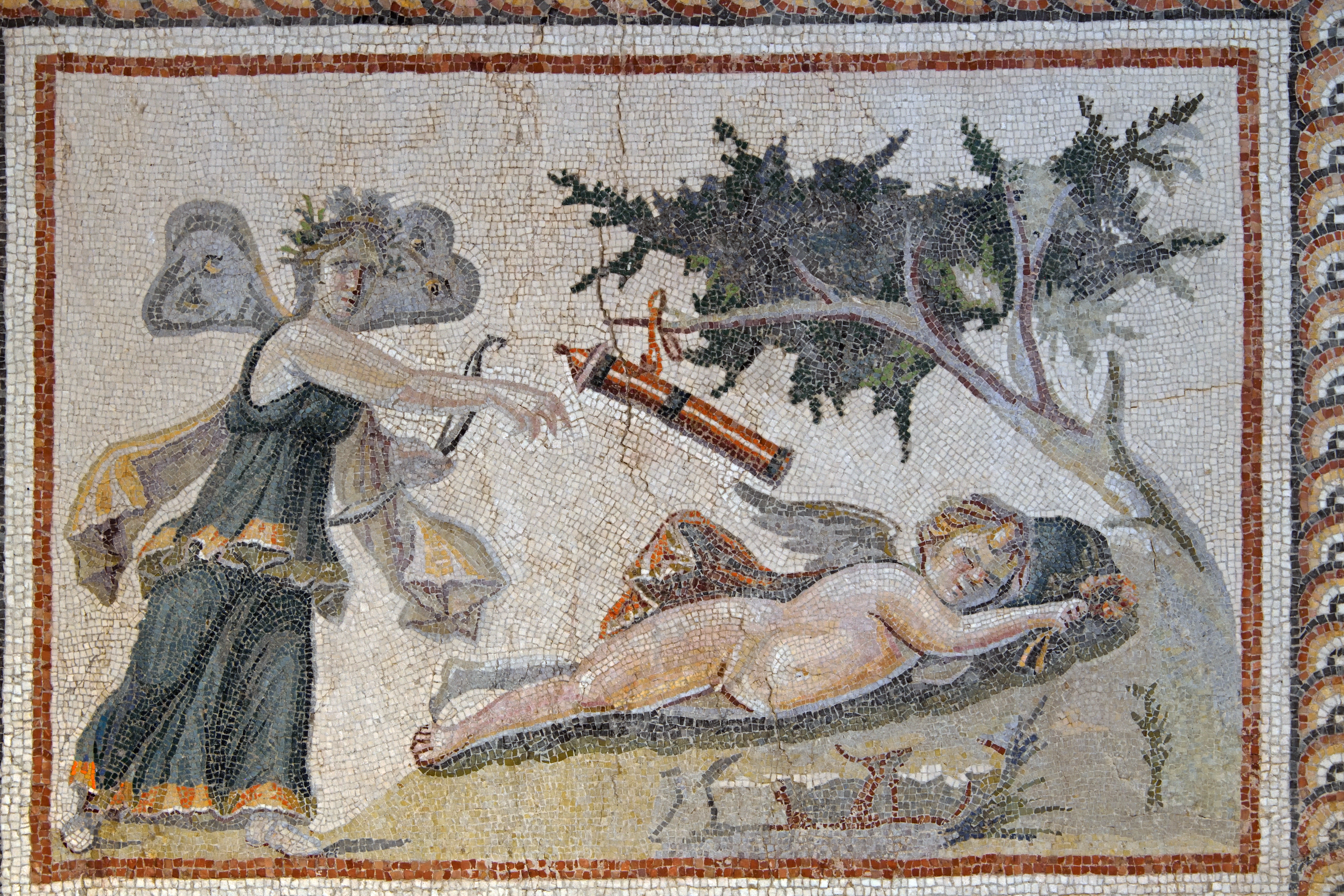
Psiquê prestes a roubar a aljava de flechas de Cupido enquanto ele dorme. Mural do século III da Casa do Concurso de Bebida, Antioquia

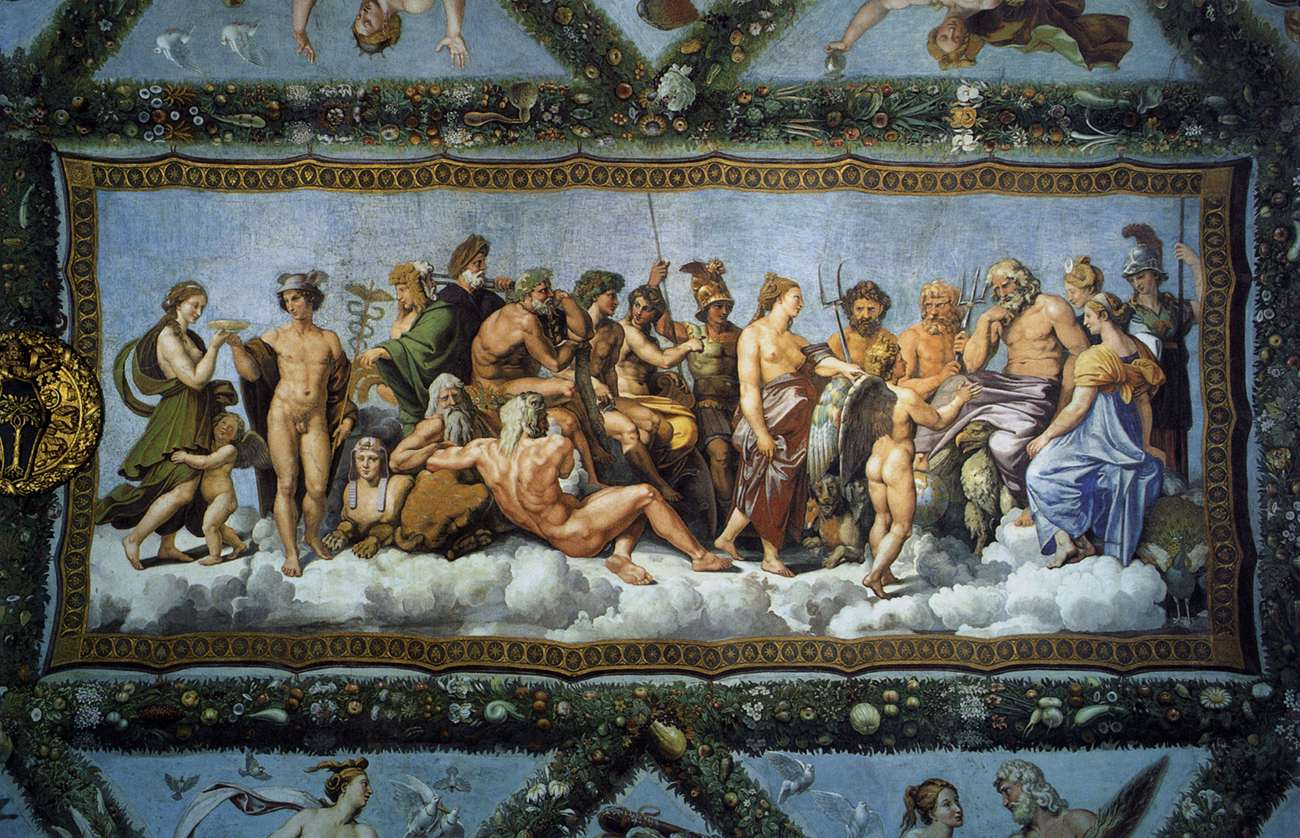
Psiquê Recebida no Olimpo (1517), por Rafael, na Loggia di Amore e Psiche da Villa Farnesina

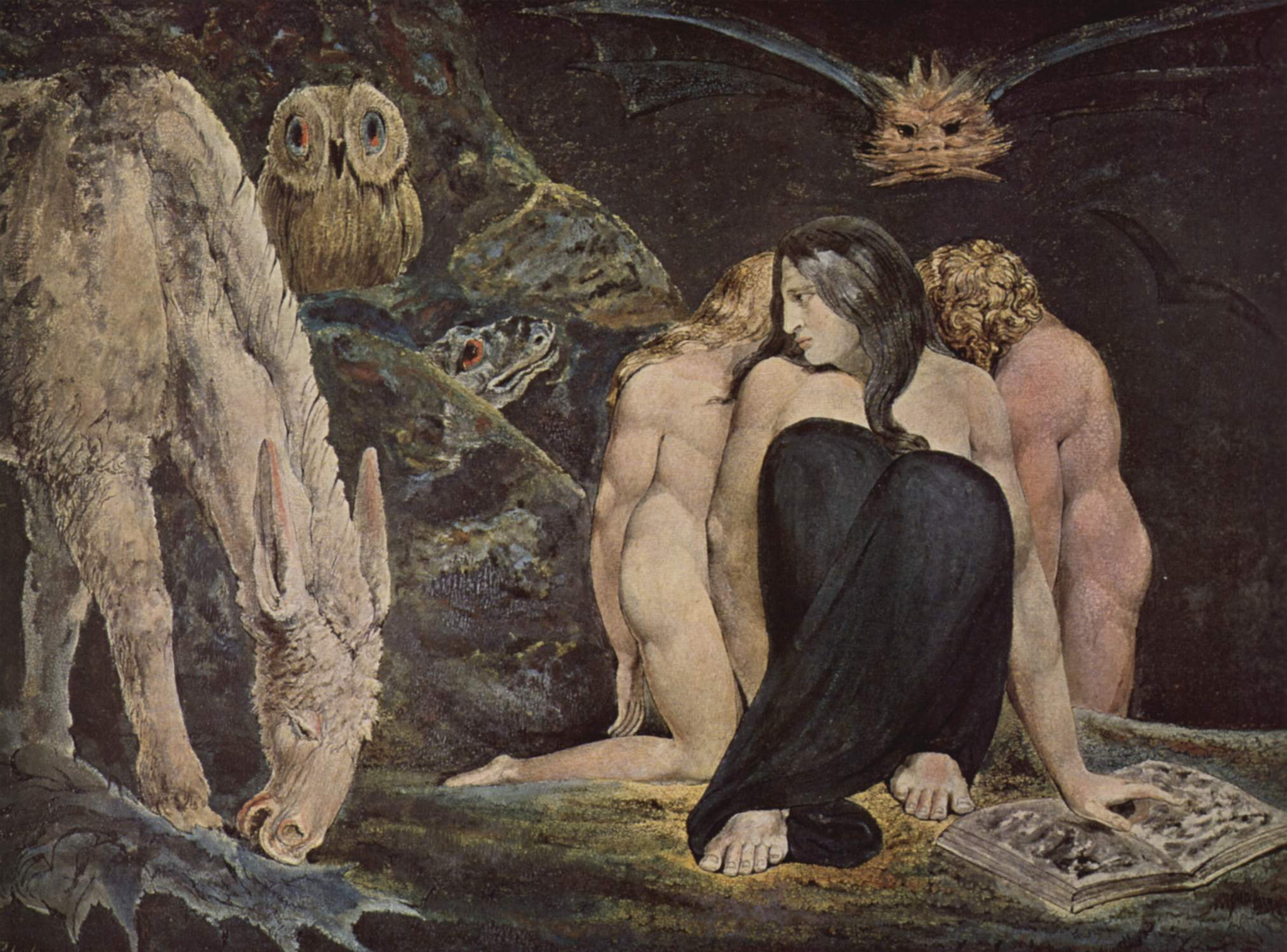
The Night of Enitharmon's Joy (1795), de William Blake, pode estar implicitamente retratando, além da Hécate tripla, a figura de Eros e Psiquê atrás de Enitharmon, junto a animais que remetem à obra Metamorfoses. Blake prezava a obra de Apuleio e também fizera uma gravura do casal do conto.

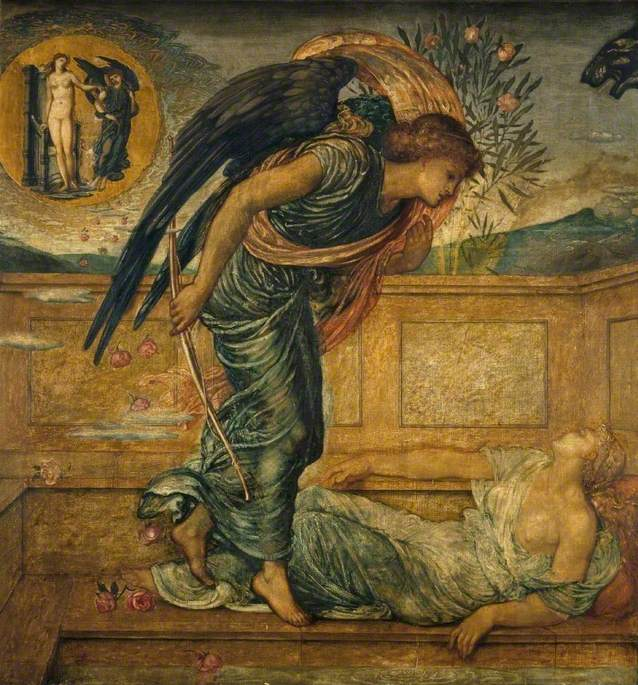
Cupido Encontrando Psique Dormindo pela Fonte, por Edward Burne-Jones. Versão em mural do Palace Green.

#### Violação de confiança

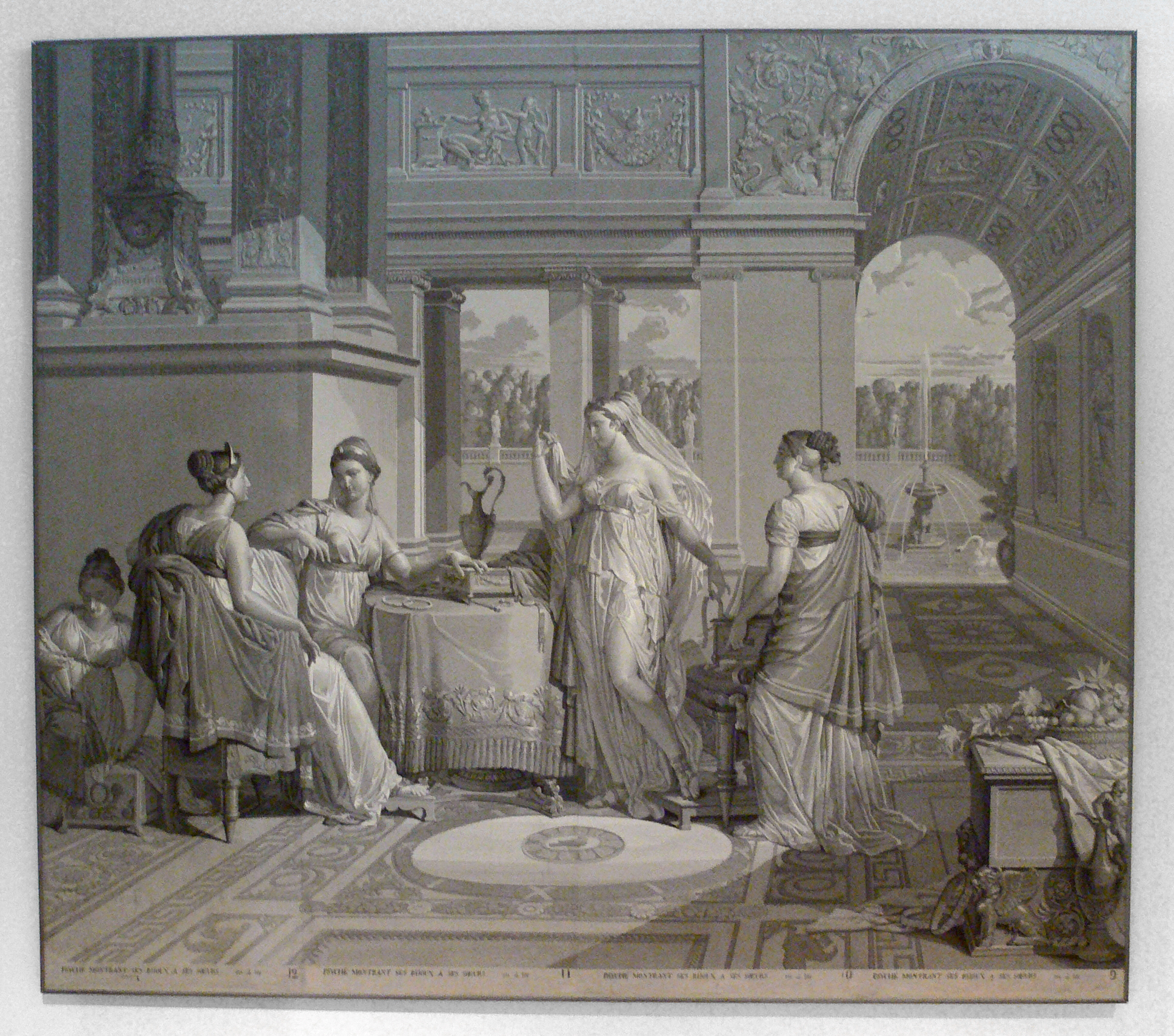
Psique Mostrando suas Joias para suas Irmãs (Neoclássico, 1815–16), papel de parede com grisaille de Merry-Joseph Blondel

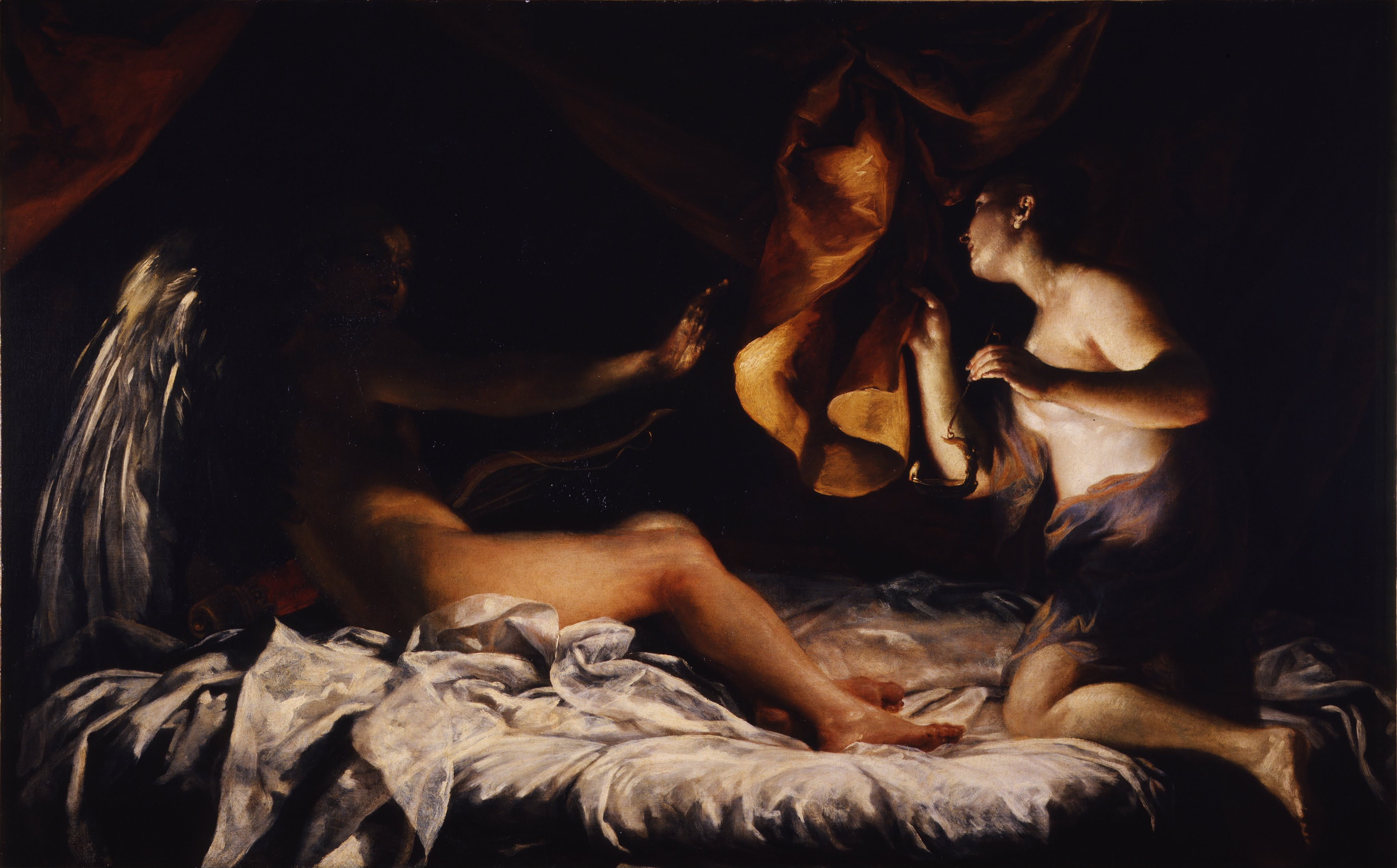
Amore e Psiche (1707–09) de Giuseppe Crespi: O uso da lâmpada por Psique para ver o deus é às vezes considerado um reflexo da prática mágica da licnomancia, uma forma de adivinhação ou conjuração de espíritos.

#### Andanças e provações

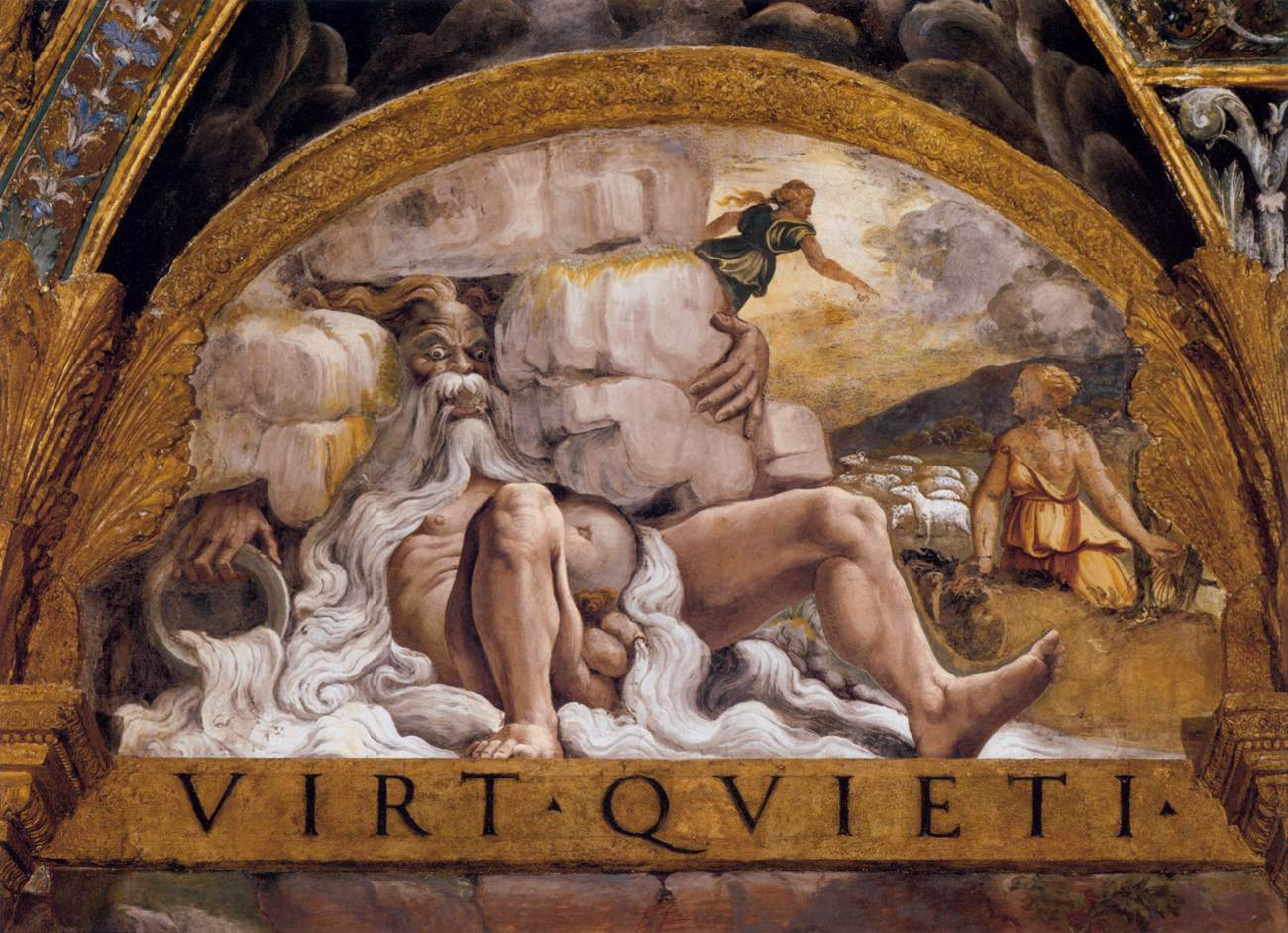
A Segunda Tarefa de Psiquê (Maneirista, 1526-1528) por Giulio Romano, do Palazzo del Tè

#### Psiquê e o submundo

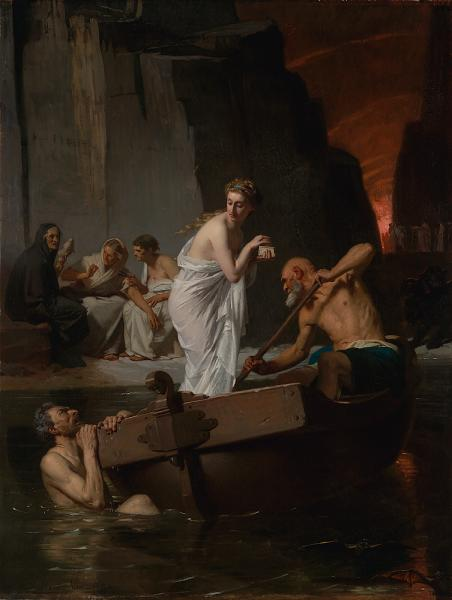
Psyché aux enfers (1865) de Eugène Ernest Hillemacher: Caronte rema Psiquê passando por um homem morto na água e pelas velhas tecelãs na margem

#### Reencontro e amor imortal

O Rapto de Psiquê, de William-Adolphe Bouguereau, 1895.

#### O Casamento de Cupido e Psiquê

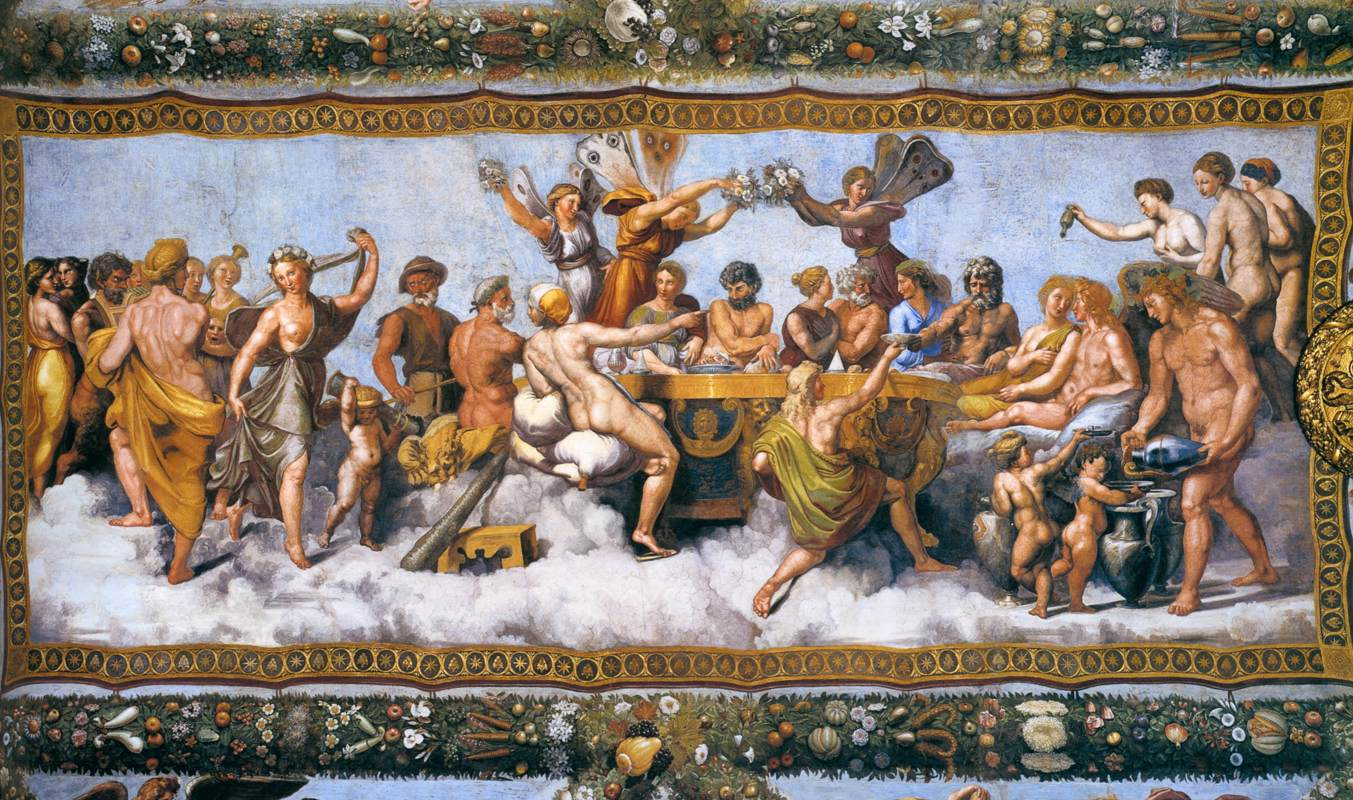
O Banquete de Casamento de Cupido e Psique (1517) de Rafael e sua oficina, da Loggia di Psiche, Villa Farnesina

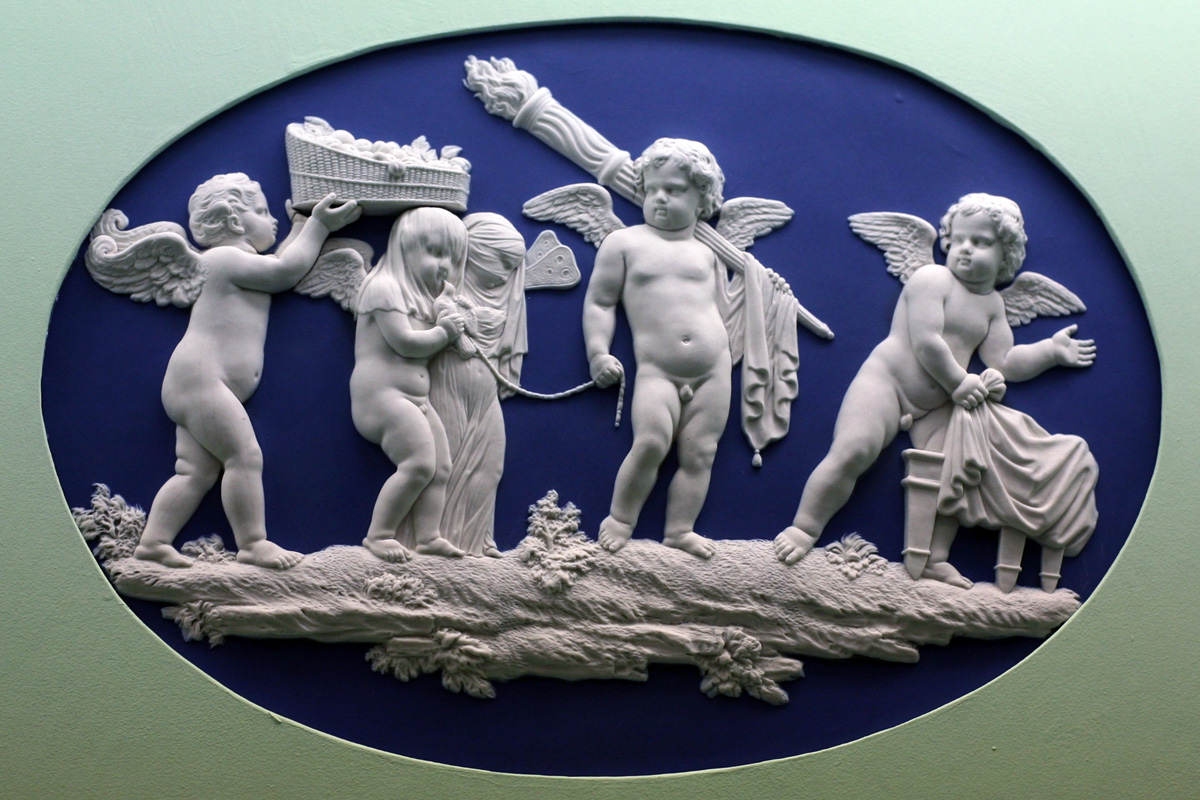
O casamento de Cupido e Psique (c. 1773), peça de jaspe da Wedgwood baseada na gema de Marlborough do século I, que provavelmente tinha a intenção de representar um rito de iniciação (Museu do Brooklyn)

## Como alegoria

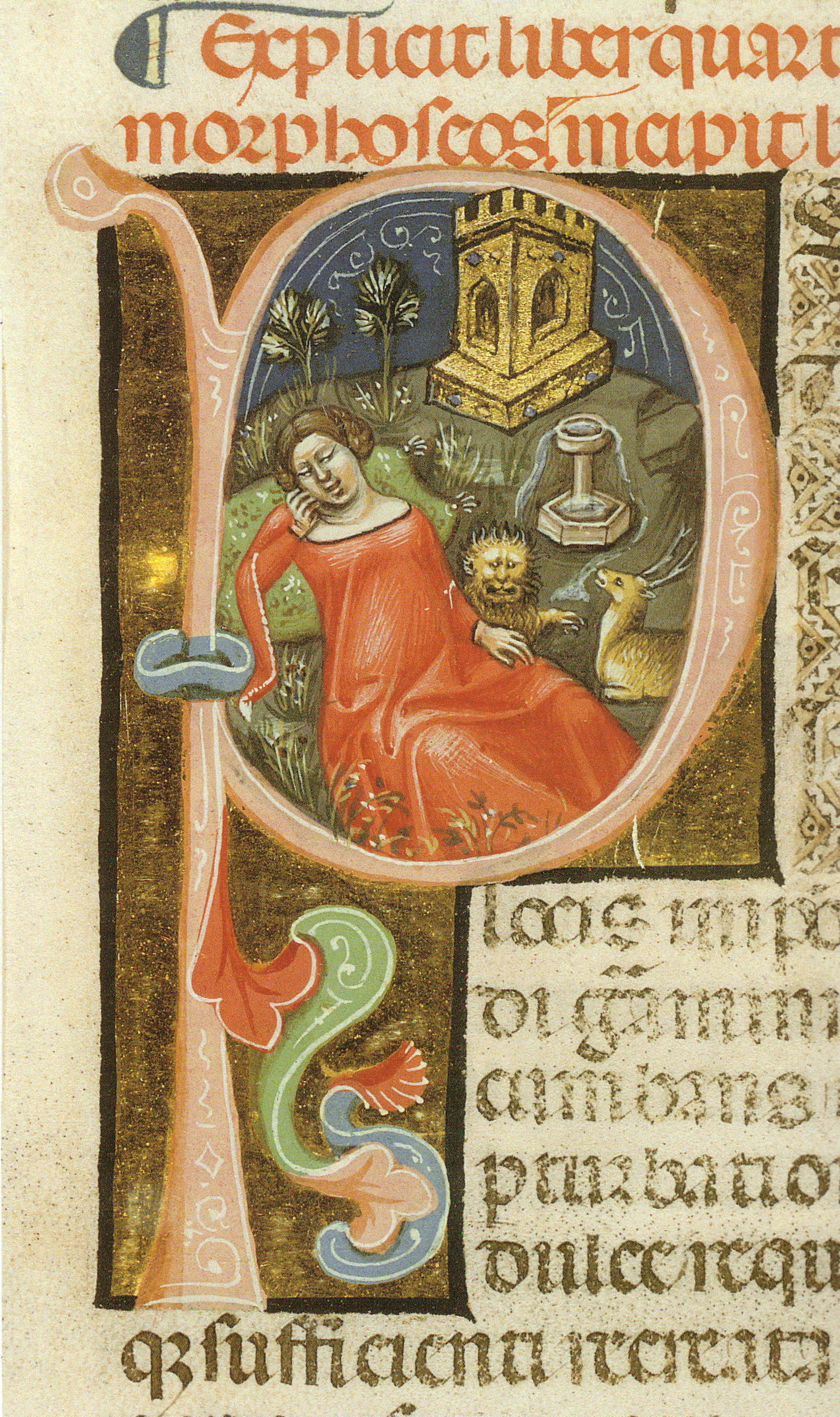
Psiquê no bosque do cupido, ilustração de 1345 das Metamorfoses, Biblioteca Apostolica Vaticana

## Psicologia

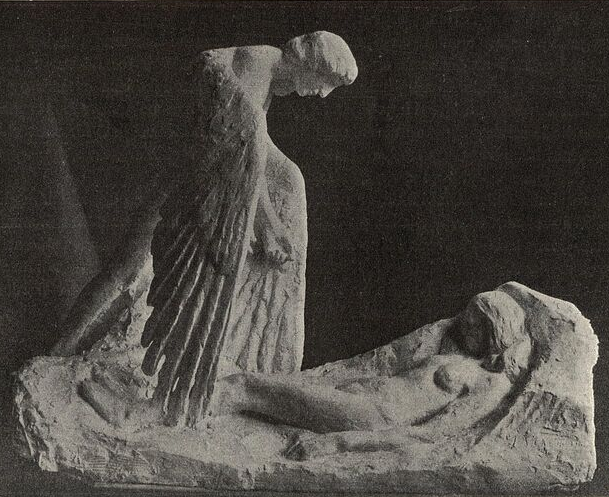
Eros e Psiquê por Gustav Vigeland